# Sha Tin (métro de Hong Kong)
Sha Tin (chinois : 沙田) est une station de la East Rail Line du métro de Hong Kong. La station Sha Tin est située dans la zone de Sha Tin, Nouveaux Territoires.

## Histoire
La station Sha Tin a ouvert ses portes le 1er octobre 1910 avec l'ouverture du chemin de fer Kowloon-Canton (section britannique) et est en service jusqu'à ce jour, et l'emplacement de la gare n'a pas changé. La station Sha Tin est une gare intermédiaire du chemin de fer Kowloon-Canton (tronçon britannique). Avant le projet de modernisation et d'électrification du chemin de fer Kowloon-Canton (tronçon britannique) de 1910 aux années 1980, la gare ne comptait que 2 voies et 2 quais, dont l'un était situé à côté de la station Sha Tin. Les rails d'évitement (actuellement les rails du quai 1) ont été installés dès les années 1950. Comme il y avait à cette époque de nombreux sites pittoresques dans le district de Shatin, tels que le temple des Dix Mille Bouddhas et divers restaurants célèbres, qui attiraient différents touristes, les deux guichets de la gare ont vendu plus de 1 000 billets en quelques minutes.